# روزبه وادی
روزبه وادی (۱۳۶۳ – ۱۵ مرداد ۱۴۰۴) دانشمند هسته‌ای ایرانی بود که در مرکز ایمنی هسته‌ای و در پژوهشگاه علوم و فنون هسته‌ای وابسته به سازمان انرژی اتمی ایران مشغول به کار بود. او در سحرگاه ۱۵ مرداد ۱۴۰۴ به اتهام جاسوسی برای اسرائیل اعدام شد.
براساس اطلاعات منتشر شده پس از اعدام وادی، او در کنار احمد رضا ذوالفقاری داریانی و عبدالحمید مینوچهر نویسنده مقاله‌ای در حوزه کاربرد پرتوها بود که در هجدهمین کنفرانس هسته‌ای ایران در اسفند ۱۳۹۰ منتشر شد. بر همین اساس گفته می‌شود او ارتباط نزدیکی با برخی از کشته‌شدگان مرتبط با برنامه هسته‌ای جمهوری اسلامی در جنگ ۱۲ روزه داشته است.
او در سال ۱۳۸۷ از دانشگاه زنجان در رشته مهندسی مکانیک با گرایش سیالات فارغ‌التحصیل شد. وادی در مقطع کارشناسی ارشد به دانشگاه شهید بهشتی رفت و از سال ۱۳۸۷ تا ۱۳۸۹ در رشته مهندسی هسته‌ای با گرایش طراحی راکتور تحصیل کرد. او در سال ۱۳۹۵ در رشته مهندسی هسته‌ای در دانشگاه امیرکبیر دکترا گرفت.
سازمان حقوق بشر ایران اعلام کرد که وادی از اواسط زمستان ۲۰۲۴ (حدود اواسط بهمن ۱۴۰۲ شمسی) دستگیر شده است. قوه قضائیه جمهوری اسلامی ایران مدعی است وادی از طریق اینترنت جذب موساد شده بود و به منظور شرکت در دوره‌های آموزشی مرتبط با حوزه کاری خود به وین سفر کرده و بارها با مأموران موساد خارج از ایران دیدار کرده است. به محل اعدام او اشاره‌ای نشده است، اما به نظر می‌رسد که حکم او در زندان قزل‌حصار کرج اجرا شده باشد.